# Universitatea Națională San Marcos
Universitatea Națională Majoră San Marco (în limba spaniolă: Universidad Nacional Mayor de San Marcos) este o universitate fondată în anul 1551, în Lima, Peru.